# Douglas (Nebraska)
Pour les articles homonymes, voir Douglas.

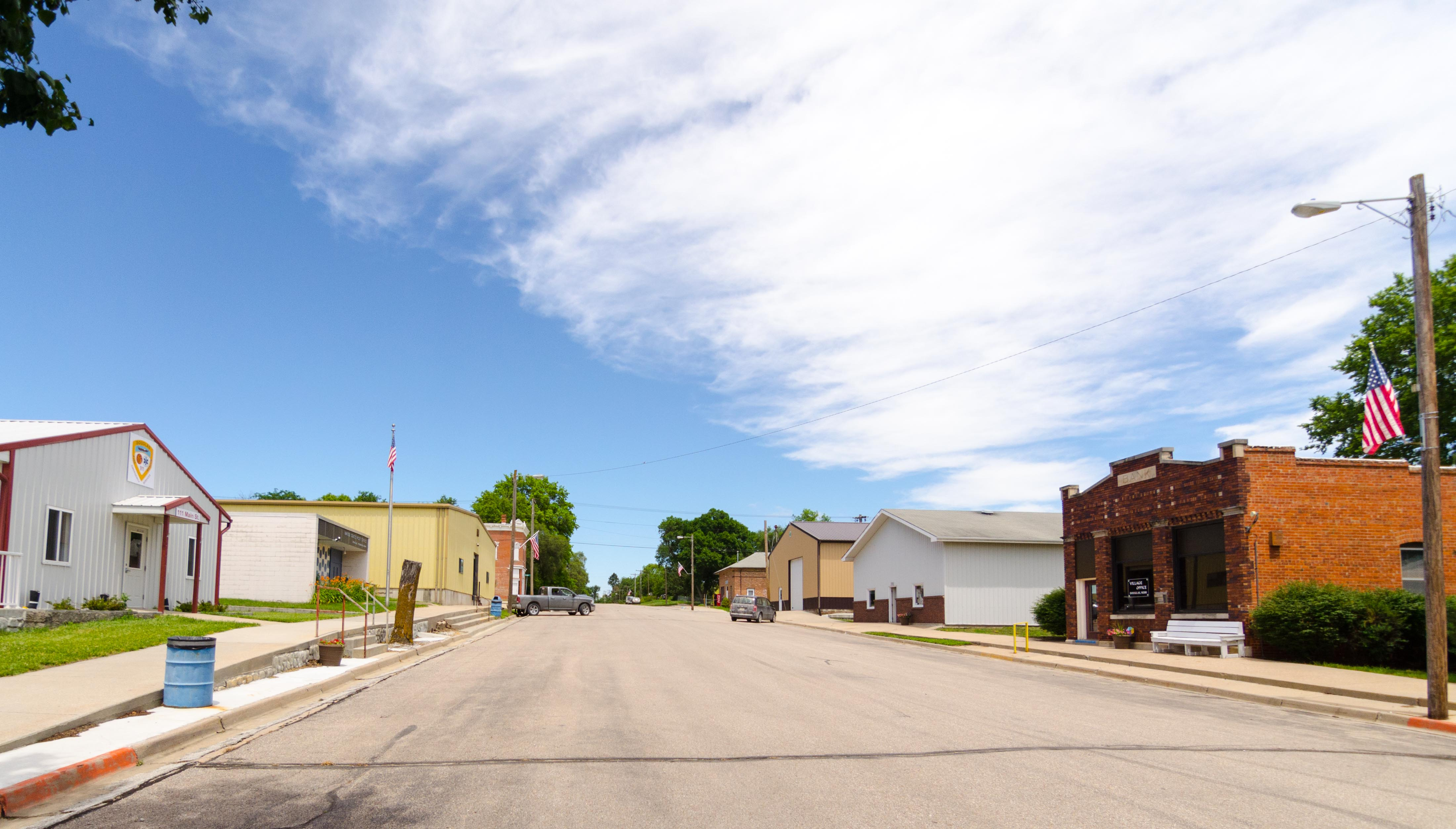
Rue principale

Douglas est un village du comté d'Otoe (Nebraska) dans le Midwest des États-Unis. Sa population était de 173 habitants au recensement de 2010.

## Histoire
Douglas est inscrit dans le cadastre vers 1888. Douglas était le nom de jeune fille de l'épouse du propriétaire principal du site du village.

## Patrimoine
- Église Saint-Martin (catholique)